# Verviers-Central
Verviers-Central (fra: Gare de Verviers-Central) – stacja kolejowa w Verviers, w prowincji Liège, w Belgii.

## Historia
Budowę budynku rozpoczęto w 1925 według planów architekta Emila Burguet i zakończono w 1930. Jest to jedna z najstarszych i monumentalnych stacji w całym kraju. Znajduje się na linii 37, która łączy Liège z Akwizgranie. Budynek znajduje się nad torami.